# Yamakasi (film)
A Yamakasi (eredeti cím: Yamakasi – Les samouraïs des temps modernes) 2001-ben bemutatott francia akcióvígjáték.
A Yamakasi a parkour sportot űzők körében kultuszfilmmé vált.

## Cselekménye
A yamakasi egy csoport fiatal, különböző etnikai hátterű izgalomkereső, akik mindannyian a parkour elkötelezett hívei. Franciaországban élnek egy banlieue-ben, egy olyan gettóban, amelyet kifejezetten „koldusoknak” terveztek, és hagyományosan a korábbi francia gyarmatokról érkező bevándorlók lakják. A vegyes társaság a sportot arra használja, hogy kábítószerekek nélkül szórakozzon, és békés úton szerezzen elismerést.  
Meghódítják a várost – a falakat, a tetőket, a hidakat. Macskaügyességgel ugrálnak egyik házról a másikra, villámgyorsan kúsznak-másznak a falakon, és könnyű szívvel néznek szembe a veszéllyel. Ők a yamakasik, a modern idők szamurájai. Nem hisznek semmilyen törvényben, legyen szó gravitációról vagy rendőrségről. A zárt ajtók, vagy a „Tilos az átjárás” tábla ellenállhatatlan kihívást jelentenek számukra. 
Bár jó példának tartják magukat a banlieue-i fiatalok számára, a helyi rendőrfőnök másképp gondolja. Az ő szemszögéből vakmerő és veszélyes egyének, akik hajlamosak arra, hogy bűnözőkké váljanak, míg egyik embere, Vincent Asmine felügyelő úgy véli, hogy csak azért veszélyesek, mert a kisebb gyerekek megsérülhetnek, ha megpróbálják őket utánozni. 
Ez alkalommal minden egyes tag a születési nevén és álnevén keresztül mutatkozik be a film nézőinek is: Zicmu (Ousmane Dadjacan), Tango (Jean-Michel Lucas), Rakéta (Abdou N'Goto), Pók (Bruno Duris), Menyét (Malik N'Diaye), Baseball (Oliver Chen) és Ülő Bika (Ousmane Bana).
Egyik nap a kilencéves, szívbeteg Dzsamel megpróbálja utánozni társait, felmászik egy fára, de lezuhan. Kiderül, hogy beteg a szíve és sürgős szívátültetésre lenne szüksége, ehhez pedig sok pénz kell, lehetőleg azonnal!
A kórházban az édesanyja és legidősebb nővére, Aila megtudja, hogy azonnali szívátültetés szükséges. A főorvos azt javasolja, hogy úgy mentsék meg a gyermeket, hogy egy beültethető szívet vásárolnak egy kétes brókertől. Hangsúlyozza, hogy ez az egyetlen megoldás, de az egészségbiztosításuk nem támogatja, tehát készpénzzel kell fizetniük. Követeli a fiú családjától, hogy 24 órán belül fizessenek neki 400.000 frankot, különben nem végzi el a műtétet.
A főorvos azt tanácsolja a családnak, hogy kérjenek támogatást a barátaiktól, szomszédaiktól és rokonaiktól. Ebbe beletartoznak a yamakasik is, akik átérzik a felelősségüket a fiú balesete miatt, meglátogatják Dzsamelt a kórházban, és megígérik, hogy kiképzik őt yamakasi taggá, amint megtalálják a módját, hogy segítsenek neki túlélni a közelgő műtétet. Aztán beszélnek a főorvossal is, és megkérdezik, miért kell egy gyermeknek meghalnia csak azért, mert a szülei szegények. Ragaszkodnak hozzá, hogy vegye fel a kapcsolatot a kórház igazgatótanácsával. Amikor ő nem hajlandó egyiküket sem felhívni, ellopják a névsort, és úgy döntenek, hogy Robin Hood nyomdokaiba lépnek.
Három csoportra oszlanak, amelyek mindegyike kirabolja az igazgatótanács egy-két tagjának házát. Az első két rablás problémamentes, azonban az egyik csoportot az egyik házban idomított dobermannok kergetik ide-oda, és a kamerák rögzítik az eseményeket (persze az ügyes yamakasikat nem tudják utolérni a kutyák). 
A rendőrség rájön, hogy az igazgatótanács tagjai a célpontjuk, és megpróbálják elkapni a csoportot a következő rablások során, de nem járnak sikerrel. A yamakasik végül az igazgatók vezetőjének kúriájához vonulnak. A rendőrség tudja, hogy ki a lehetséges célpont, ezért gyorsan megérkeznek és körbeveszik a házat. Mivel esélyük sincs a menekülésre, ezért a rablásokból származó összes zsákmányt egy zsákba gyűjtik, és odadobják Baseball barátjának és munkatársának, Michelinnek, aki zálogba adja és megkapja érte a műtéthez szükséges pénzösszeget.
A yamakasikat kihallgatja a rendőrség, és mindannyian ugyanazt a történetet adják elő (bár erősen eltérő tartalommal), ami szerint gyanús idegeneket vettek észre a háznál, ők követték el a rablást, és a yamakasik ezt észrevéve, állampolgári kötelességüknek engedelmeskedve segíteni akartak visszaszerezni a rablott holmit - azonban a vallomásokat a nyomozó nevetségesnek találja. Asmine azonban, aki valójában a yamakasi egyik tagjának (Ülő Bika) unokatestvére, alátámasztja a történetüket, így a nyomozónak nincs más választása, mint elengedni őket. 
Akkor érkeznek meg a kórházba, amikor a főorvos fegyverrel próbálja tovább emelni a szívműtét árát, de Asmine felügyelő közbenjárásának köszönhetően meggyőzik, hogy a korábban ajánlott áron engedélyezze a műtétet és átadják neki a pénzt.
A yamakasik később a rendőri munkából visszavonult Asmine felügyelővel együtt ünneplik Dzsamel sikeres felépülését a műtétből, és beszélgetni kezdenek a kamerával, amely rögzíti őket, hogy mennyire örülnek Dzsamel felépülésének, és hogyan szándékoznak kiképezni őt, hogy közülük való legyen, amint teljesen felépül és kikerül a kórházból.

## Stáblista

### Alkotók
- rendező: Ariel Zeitoun
- író: Charles Perriere
- forgatókönyvíró: Luc Besson, Philippe Lyon, Julien Seri
- zeneszerző: DJ Spank, Joey Starr
- operatőr: Philippe Piffeteau
- díszlettervező: Fred Lapierre
- jelmeztervező: Olivier Bériot
- producer: Luc Besson
- executive producer: Virginie Silla
- látványtervező: Fred Lapierre, Caroline Duru, Frédéric Duru
- vágó: Yohann Costedoat, Yann Hervé

### Szereplők
- Baseball – Châu Belle Dinh
- Pók – Williams Belle
- Menyét – Malik Diouf
- Zicmu – Yann Hnautra
- Rakéta – Guylain N'Guba-Boyeke
- Ülő Bika – Charles Perriere
- Tango – Laurent Piermontesi
- Vincent Asmine felügyelő, Ülő Bika unokatestvére – Maher Kamoun
- Michelin – Bruno Flender
- Fatima – Afida Tahri
- Aila – Amel Dzsamel
- Dzsamel – Nasszim Fajd
- főorvos - Gerald Morales

## Ajánlók és kritikák
- Filmfórum 2001. október 4. Yamakasi[1] – Luc Bessont most vagy elhagyta kimagasló tehetsége, vagy egyszerűen csak elment...
- Playboy 2001. szeptember 28. Yamakasi[2] – Ha Luc Besson, akkor irány a mozi! Ugye? De ne éljék bele magukat, most nem...
- Népszabadság 2001. augusztus 30. Vezeklés[3] – Ha egy moziban a film célközönsége tompán maga elé bámul, és...
- Index 2001. augusztus 30. Lázadás a gravitáció ellen[4] – Ha a Szellemkutya című filmet vegyítjük a Tini Nindzsa Teknőcökkel, éppen a...
- PORT.hu 2001. július 16. Yamakasi[5] – Ha jól emlékszem, az első hős az életemben az unokaöcsém volt, merthogy...